# Через Гоби и Хинган
«Через Гоби и Хинган» — двухсерийный фильм о завершающем этапе Второй мировой войны — разгроме империалистической Японии.

## Сюжет
После капитуляции фашистской Германии в мае 1945 года, у советских солдат, освободивших Европу, впереди ещё одно сражение — с Квантунской армией (см. Советско-японская война). Вместе с монгольскими войсками, Красная Армия проводит не только блестящую военную операцию через пустыню Гоби и отроги Хингана, но и предупреждает применение Японией бактериологического оружия.
Оно разрабатывается и создаётся в лаборатории японского генерала Исии Сиро. В качестве подопытных в отряде 731 используются военнопленные и политические заключенные (русские, китайцы, монголы, корейцы, американцы), деятельность отряда не ограничивается одним определённым видом бактерий, используются возбудители болезней, таких как чума, холера, тиф, сап, дизентерия и т. д.
Люди, попавшие в застенки отряда № 731, не выживают, после использования в опытах их сжигают в крематории. Врачу-эпидемиологу Дмитрию Соколову предстоит проникнуть в тайны японской лаборатории (Отряд 731/Отряд Камо/Отряд Того). Ценой собственной жизни он выполняет секретное задание.

## В ролях
- Александр Овчинников — Дмитрий Соколов
- Людмила Петрова — Люба
- Владимир Ивашов — Матвеев
- Леонид Неведомский — подполковник НКГБ Мороз
- Андрей Мартынов — Теренков
- Олег Штефанко — Ваня Соколов
- Андро Кобаладзе — Сталин
- Лев Золотухин — Василевский
- Всеволод Ларионов — Малиновский
- Ахсарбек Бекмурзов (озвучил Владимир Самойлов) — Плиев
- Вячеслав Езепов — Мерецков
- Константин Захаров — генерал Пуркаев
- Евгений Лазарев — Иванов
- Чойбалсангийн Нэргуй (приёмный сын Чойбалсана) — Чойбалсан
- Цэгмид Тумурбаатар — Юмжагийн Цеденбал
- Цанлигийн Дамдиндорж — Лхагвасурэн
- Равдангийн Лутаа — Сандивын Равдан
- Болот Бейшеналиев — Исии
- Байтен Омаров — Ямада
- Гомбожавын Гомбосурэн — Хата, начальника штаба Квантунской армии
- Ирина Гошева — Надежда Фёдоровна
- Иван Агафонов — Чернозубенко, подполковник-пограничник
- Виктор Борисов — пограничник
- Виктор Ильичёв — Зяблик
- Георгий Шевцов — Николай Андреевич Ломов, генерал-лейтенант (озвучил Юрий Саранцев)
- Валерий Лущевский — Темирханов
- Валерий Погорельцев — Геннадий Сергеевич
- Светлана Тормахова — Анна Соколова
- Татьяна Ким — Йоко
- Роман Хомятов — Штальберг
- Николай Пеньков — Вотинцев
- Валентина Березуцкая
- Александр Воеводин
- Шавкат Газиев
- Владимир Козелков
- Виктор Рождественский — генерал

## Съёмочная группа
- Режиссёры: Василий Ордынский, Бадрахын Сумху
- Сценарий: Василий Ордынский, Вадим Трунин, Лодонгийн Тудэв
- Операторы: Николай Васильков, Жамбалын Асалбай
- Художники: Юрий Кладиенко, Очирын Мягмар
- Композиторы: Юрий Буцко, Билэгийн Дамдинсурэн
- Звукорежиссёр: Семён Литвинов
- Главный военный консультант: генерал армии С. П. Иванов
- Редактор: М. Рооз

## Технические данные
Цветной, УФК.

## Награды
- 1982 — 15 ВКФ: Особый приз «за создание фильма, посвященного совместной борьбе советского и монгольского народов против сил империализма» — фильму «Через Гоби и Хинган».[1]
- 1982 — Приз министерства обороны СССР
- 1982 — Государственная премия МНР
- 1982 — МКФ стран Азии и Африки в Ташкенте (Приз Советского комитета солидарности стран Азии и Африки)